# Regest
Regest je sažetak dokumenta. Pojam dolazi iz diplomatike. U sažetku je pravni čin. Ovisno o dužini, može u njemu biti ime autora pravnoga čina, destinatara i sam pravni čin sa svim pripadajućim sastavnicama. Ako sadrži samo naznaku pravnoga čina, zove se indikativni regest. Izdanja diplomatičke građe imaju regeste u zaglavlju ispred integralnoga teksta isprave i na na jezicima su naroda kojima pripada edicija, pa su u hrvatskim dokumentima na hrvatskom jeziku. Na kraju izdanja uobičajeni su regesti svih objavljenih isprava na latinskom jeziku.